# Wollseifen

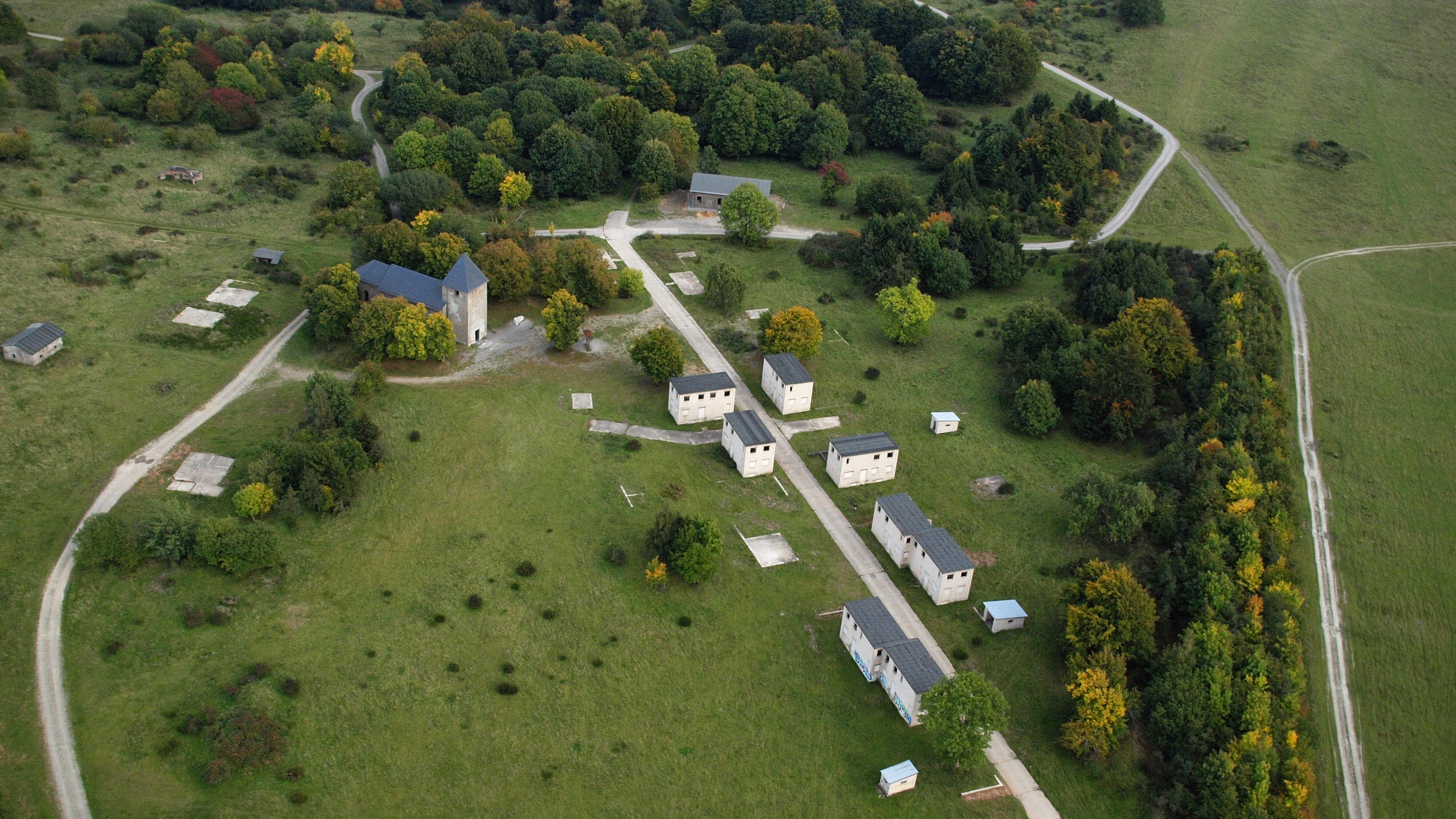
Wollseifen, Luftaufnahme (2015)

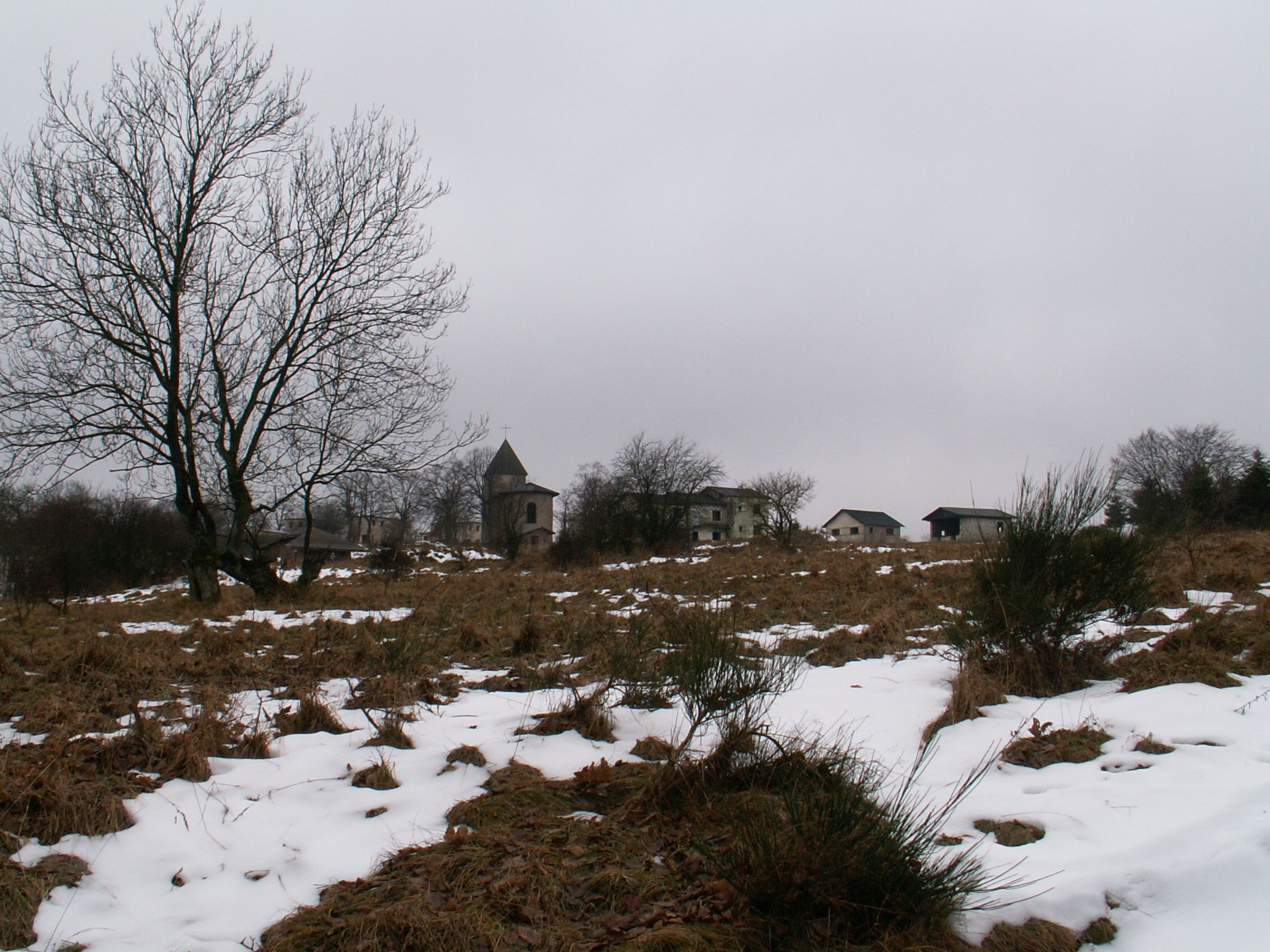
Wollseifen im Januar 2006

Wollseifen war eine Ortschaft auf der Dreiborner Hochfläche, unweit der ehemaligen NS-Ordensburg Vogelsang, im heutigen Nationalpark Eifel.
Nach Ende des Zweiten Weltkrieges beanspruchten die britischen Streitkräfte das Dorf. Die Bewohner erhielten drei Wochen Zeit, das Dorf zu räumen und zu verlassen. Auf dem umliegenden Gelände wurde der Truppenübungsplatz Vogelsang angelegt, der 1950 dem belgischen Militär übergeben wurde. Seit dem 1. Januar 2006, nach Aufgabe des Truppenübungsplatzes, ist der Ort, heute eine Wüstung, wieder für die Öffentlichkeit zugänglich. Die Dorfwüstung Wollseifen ist ein eingetragenes Bodendenkmal (LVR-ABR EU 271) und ein Bodendenkmal der ArchaeoRegion Nordeifel (Nr. 7).

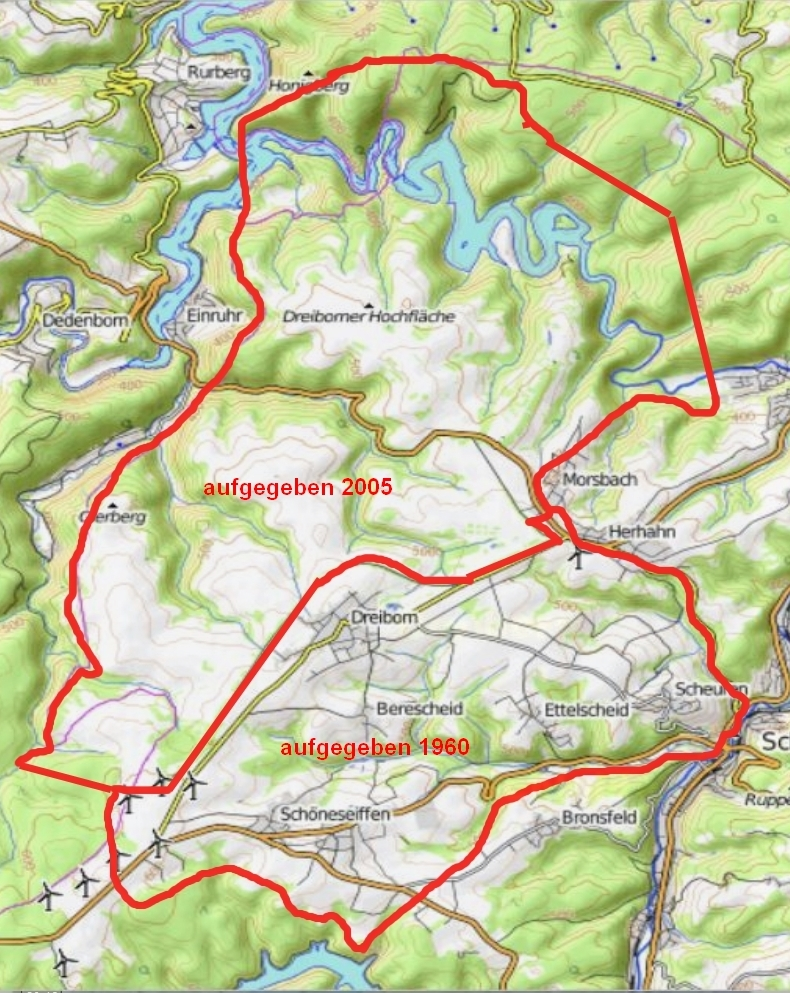
Gelände des Truppenübungsplatzes Vogelsang (1946–2005)

## Geschichte
Während das umliegende Urfttal Bodenfunden zufolge bereits römisch besiedelt war, wird das Dorf Wollseifen auf der Höhe (circa 500 m) erst im 12. Jahrhundert urkundlich erwähnt als Wolf-Siefen, was so viel heißt wie ein Bachtal, in dem die im Mittelalter in der Eifel vorkommenden Wölfe tranken; gemeint können nur die Täler von Urft und Neffgesbach unterhalb der Hochfläche gewesen sein. Die ersten Siedler lebten in einfachen Hütten aus gegeneinander aufgestellten Baumstämmen mit Feuerstelle (Waasemshötten).
Der Vorläufer der Pfarrkirche St. Rochus war abseits des späteren Dorfes eine 799 der Heiligen Walburga geweihte Kapelle an einem karolingischen Königshof (Walberhof). 1145 wurde der Walberhof vom römisch-deutschen König Konrad III. dem Kloster Steinfeld geschenkt. Kaiser Friedrich Barbarossa bestätigte 1162 diese Schenkung. Lehensmäßig im Heiligen Römischen Reich mit dem Dorf Wollseifen verbunden, wurde der Walberhof 1933/34 Eigentum der Deutschen Arbeitsfront.

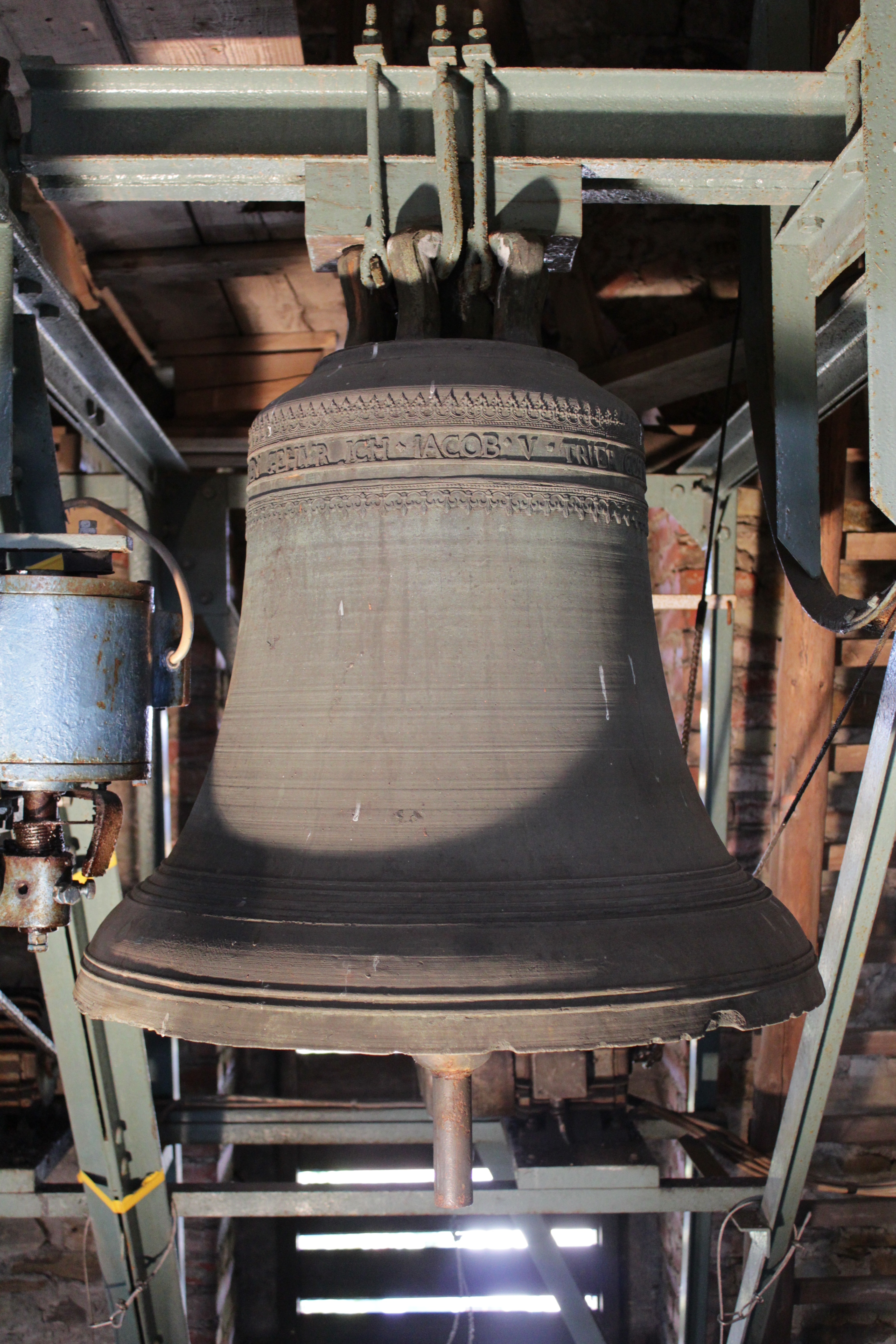
Die letzte Glocke von Wollseifen. Heute befindet sie sich in St. Apollonia in Steckenborn

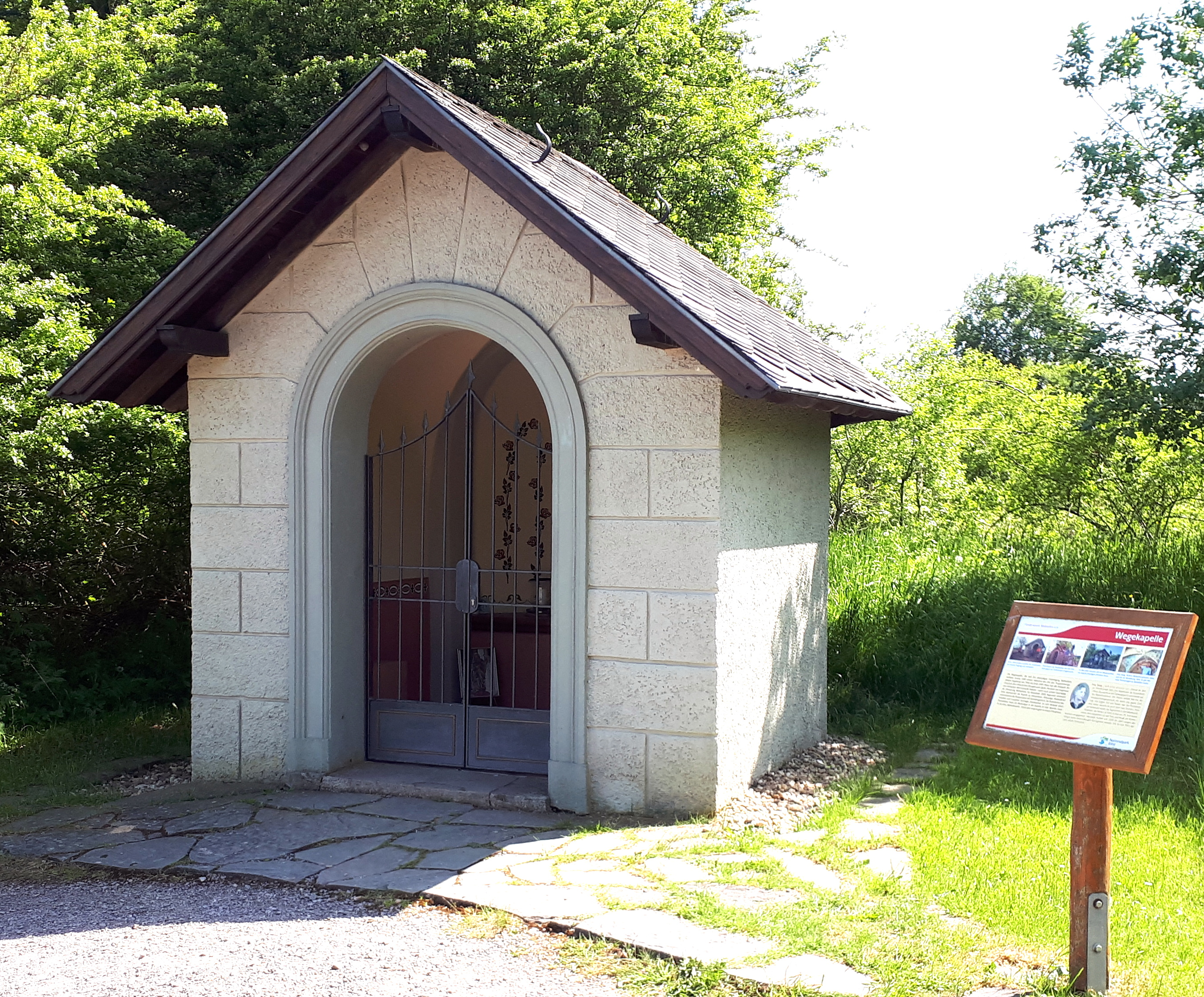
Die 1908 erbaute und 2006 restaurierte Wegekapelle Wollseifen

Im Dorf selbst begann man im 15. Jahrhundert mit dem Bau einer Kapelle, die 1470 die Gottesdienste übernahm und 1635 zur Pfarrkirche erhoben wurde. Die Walburgiskapelle verfiel, und heute ist nichts mehr von ihr übrig. Wollseifen gehörte zur Grafschaft Schleiden im Herzogtum Luxemburg. Zum Gerichtsbezirk Wollseifen gehörten neben Wollseifen die Ortschaften Dreiborn (Teil des Dorfes), Einruhr, Leykaul, Morsbach (Teil des Dorfes), Krummenauel und Walberhof.
Nach 1792 hatten französische Revolutionstruppen die Österreichischen Niederlande, zu denen das Herzogtum Luxemburg gehörte, besetzt und im Oktober 1795 annektiert. Von 1795 bis 1814 gehörte der Ort zum Departement der Ourthe.
Die Bevölkerung lebte bis ins 19. Jahrhundert hinein von bescheidenem Ackerbau, Schafzucht, Holzfällerei und Köhlerei. In den Jahren 1899 bis 1904 brachte auch der Bau der Urftsperrmauer Arbeitsplätze. Mit dem Fremdenverkehr ging vor dem Ersten Weltkrieg ein erster wirtschaftlicher Aufschwung einher. In der Zeit der Weimarer Republik bekam Wollseifen als erster Ort auf der Dreiborner Höhe eine elektrische Stromleitung und eine eigene Wasserleitung. Wollseifen unterhielt zu dieser Zeit ein reiches Vereinsleben (Jünglingsverein mit unbekanntem Gründungsdatum, Musikverein von 1905, Gesangsverein von 1914).
Zusätzliche Arbeitsplätze versprachen sich die Bewohner in der Zeit des Nationalsozialismus vom Bau der Ordensburg Vogelsang, einer Ausbildungsstätte des „Führernachwuchses“ der NSDAP. Warum „selbst besonnene Männer von diesem Treiben begeistert“ waren, ist den Herausgebern der Publikation Wollseifen – Das tote Dorf (S. 32) unerklärlich. 1940 wurde nah bei Wollseifen der Bau des Dorfes Vogelsang begonnen, eine „Wohnanlage“ für die zivilen Beschäftigten auf der Ordensburg. Im Kampf um die Eifel in der Spätphase des Zweiten Weltkrieges (September 1944 bis Januar 1945) kam es in Wollseifen zu Beschädigungen durch alliierten Artilleriebeschuss.
Die evakuierte Bevölkerung kehrte im Sommer 1945 in das unter britischer Administration stehende Wollseifen zurück.

### Die Räumung zum 1. September 1946 und nachfolgende Zerstörung

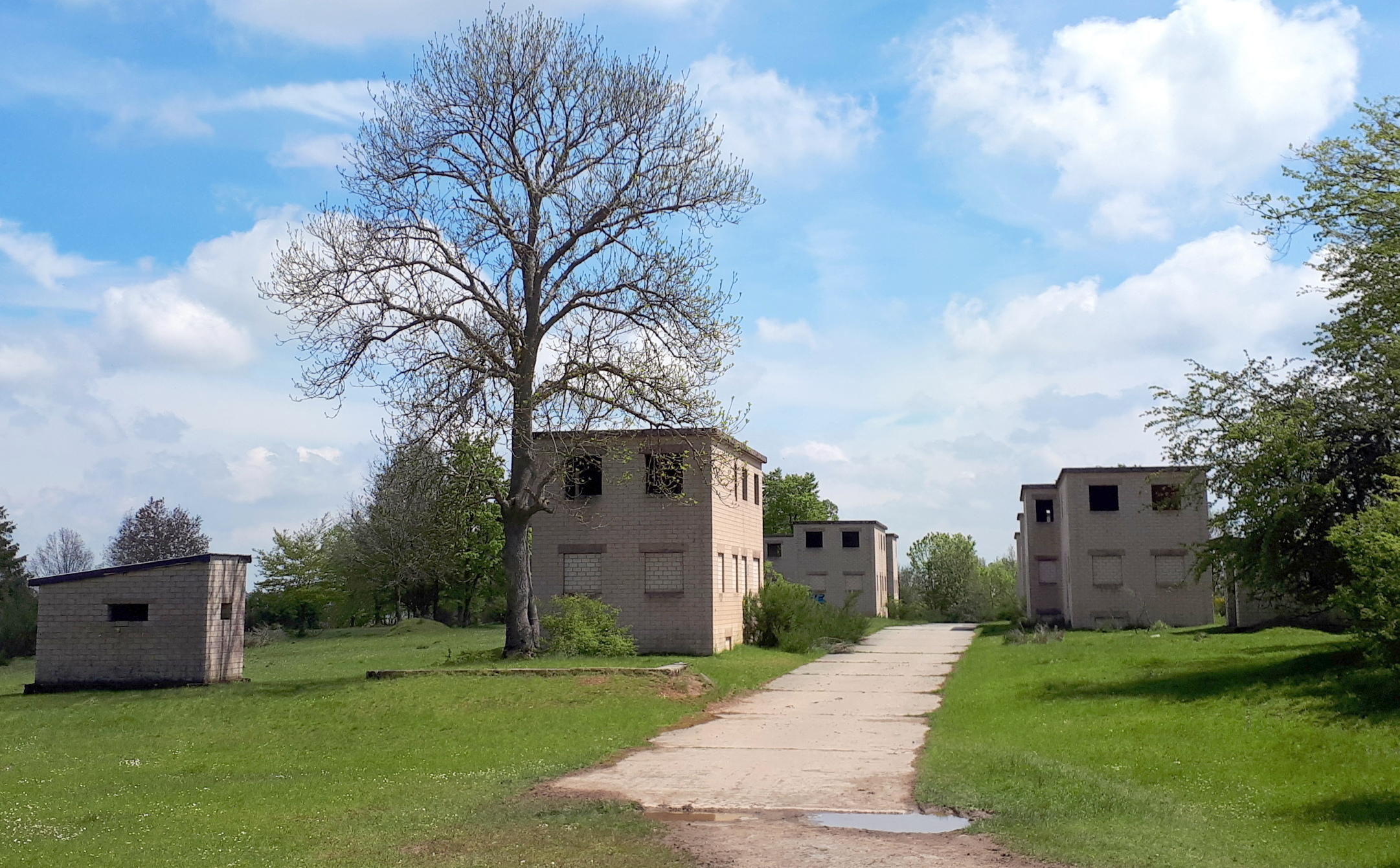
Bauten für den Häuserkampf

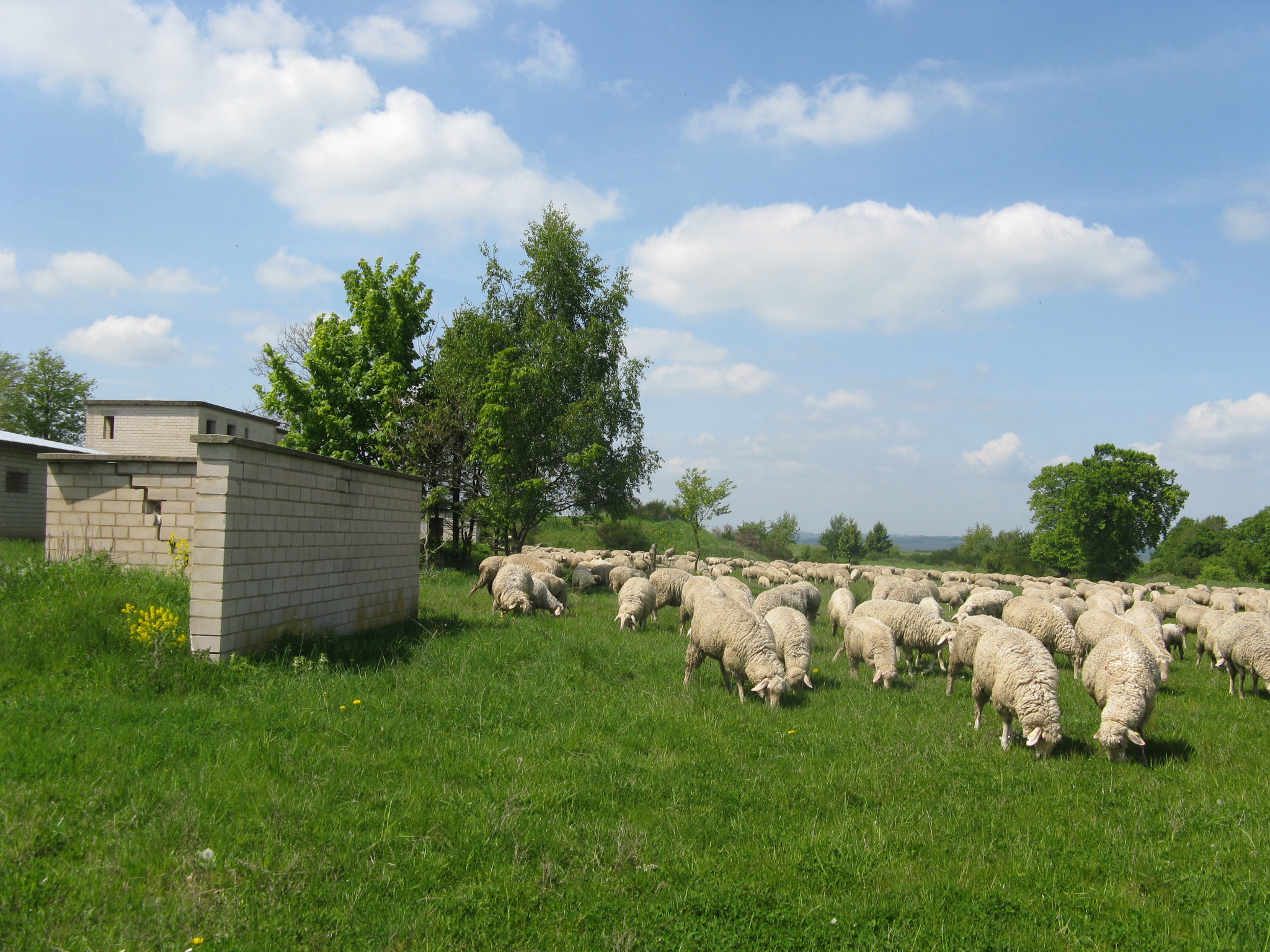
Schafherde in Wollseifen

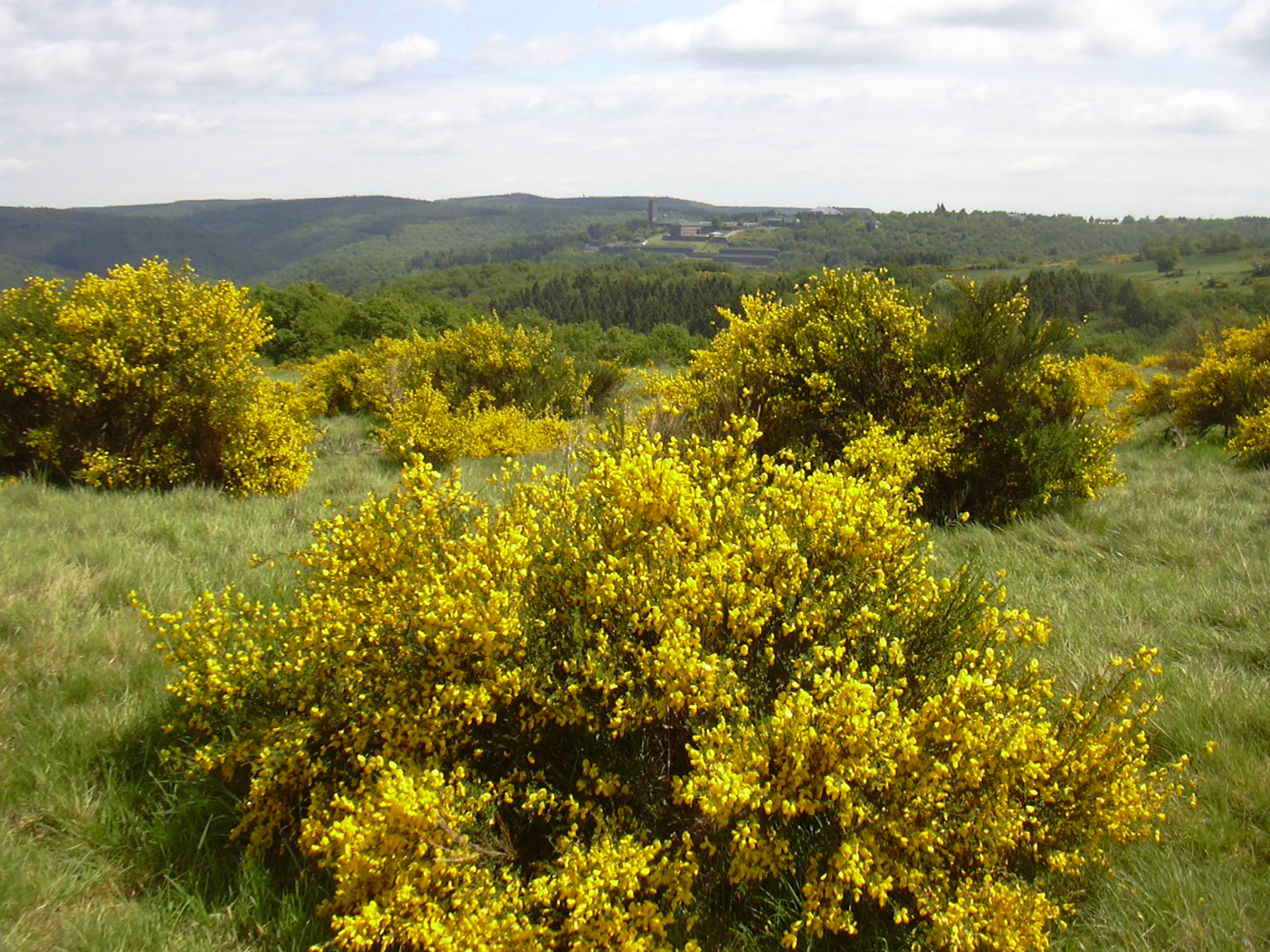
Auf dem Wanderweg über die Dreiborner Hochfläche von Wollseifen zur Urfttalsperre: Blick auf die ehemalige „Ordensburg“ Vogelsang und den Kermeter

Am 13. August 1946 forderte die britische Militärverwaltung die etwa 120 Familien des Ortes Wollseifen (ca. 500 Einwohner, Teil der Gemeinde Dreiborn) auf, das Dorf innerhalb von drei Wochen zu räumen, denn die Briten wollten das Gelände für einen Truppenübungsplatz nutzen.
Die Aufforderung löste Bestürzung bei der unvorbereiteten Bevölkerung aus, die geglaubt hatte, nach Rückkehr aus dem Kriege und aus dem Exil durch notdürftigen Wiederaufbau ihrer Häuser und erste Bestellung ihrer Felder aus dem Gröbsten heraus zu sein. Die Menschen verloren dadurch nicht nur ihre Wohnung, sondern auch ihren Arbeitsplatz, da sie von der Landwirtschaft lebten.
Am 1. September 1946 wurde Wollseifen von den Briten zum Sperrgebiet erklärt. Die Getreideernte konnten die Bewohner vorher noch einbringen; für die Kartoffelernte erhielten sie an einem Wochenende im Oktober noch eine gesonderte Zutrittsgenehmigung.
Die Wollseifener wurden zunächst in Notunterkünfte der umliegenden Ortschaften (Einruhr, Herhahn, Gemünd, Schleiden u. a.) verbracht oder kamen bei Verwandten und Bekannten in der Nähe unter. Sie ließen die Schlüssel in den Haustüren stecken, da sie mit einer baldigen Rückkehr rechneten und Schäden an den Bauernhöfen vermeiden wollten. Zunächst kehrten sie häufiger trotz der Sperrung durch die Briten in ihre Häuser zurück. Die Briten nutzten auf dem Truppenübungsplatz die Häuser jedoch als Ziele für Schießübungen. Durch die Schießübungen und Brände wurden in der Folgezeit die verlassenen Bauernhöfe nach und nach zerstört und später mit Ausnahme des unzerstört gebliebenen Trafohäuschens und der Ruinen der Kirche, des ehemaligen Schulgebäudes und einer am Dorfrand liegenden Kapelle abgetragen. Dies vernichtete die Hoffnung der Wollseifener auf eine Rückkehr in ihr Dorf, das den Krieg überstanden hatte.
Die Kirche brannte 1947 aus, wodurch die gesamte Innenausstattung verloren ging.
Drei Jahre später, 1950, erhielten die Wollseifener von der Schleidener Kreisverwaltung nur teilweise Flüchtlingsstatus im Sinne des Flüchtlingssiedlungsgesetzes vom 10. August 1949. Ebenfalls 1950 übergaben die Briten den Truppenübungsplatz den belgischen Streitkräften. Einmal jährlich zu Allerseelen durften die Wollseifener mit Genehmigung der belgischen Militärverwaltung die Gräber ihrer Angehörigen besuchen.
Im Jahr 1954 wurde Wollseifen dann zweimal wöchentlich vom etwa 23 km entfernten belgischen Truppenübungsplatz Elsenborn aus mit Artillerie beschossen, wobei die Kirche und der Friedhof so stark zerstört wurden, dass die Gräber nicht mehr gepflegt werden konnten und die Toten 1955 auf die Friedhöfe der umliegenden neuen Wohnorte der ehemaligen Bewohner umgebettet wurden.
Als nach 1955 feststand, dass der Truppenübungsplatz eine Dauereinrichtung und eine Rückkehr der Wollseifener in ihre Heimat nicht möglich sein würde, begann die Bundesvermögensverwaltung das Grundvermögen aufzukaufen. Gestritten wurde um den Preis; viele Eigentümer fühlten sich benachteiligt. 1962 gründeten die nunmehr verstreut lebenden Dorfbewohner den Traditionsverein Wollseifen, der ihre Interessen auf Reparationszahlungen gegenüber dem Bund vertrat. Nachdem 1975 diese Forderungen vom Petitionsausschuss des Deutschen Bundestages zurückgewiesen worden waren, verlegte der Verein seine Aktivitäten auf Geschichtsschreibung, Mundartdichtung und Traditionspflege (Seniorentreffen, Totenehrung, Patronatsfest des Hl. Rochus am 17. August). Die Mitgliederzahlen des Vereins sind durch Zeitablauf bedingt rückläufig. Die Nachfahren der evakuierten Wollseifener haben ihr Leben anderweitig eingerichtet.

### Neubauten
Auf dem Gelände des ehemaligen Dorfs errichtete das belgische Militär zahlreiche Kulissenhäuser, um den Häuserkampf üben zu können. Beispielsweise wurde hier im Mai 2001 für den Kosovo-Einsatz trainiert.
Um diese Häuser entstand eine heftige Debatte, ob alle unter Denkmalschutz gestellt werden sollten. Aus Sicht des Nationalparkforstamts sprachen Gründe der Verkehrssicherheit (jedes bestehende Gebäude muss verkehrssicher gehalten werden), die damit verbundenen Kosten, das Verbot jeden menschlichen Eingriffs in den Nationalpark, sowie die Benutzung der Häuser als ungereinigte Toiletten und Müllkippen für einen Abriss. 2012 einigten sich das Denkmalschutzamt und das Nationalparkforstamt auf einen Kompromiss: Von den ursprünglichen 52 Häusern blieben 21 stehen. Sie wurden im Frühjahr insbesondere durch Vermauern der Türen und Fenster im Erdgeschoss so gesichert, dass ein Zugang für Besucher des Nationalparks nicht mehr möglich ist. Für Reptilien und Fledermäuse wurden Schlitze gelassen und in den Kellern Aufschüttungen zum Verlassen vorgenommen. Ein Nebeneffekt dieser Maßnahme ist auch, dass der Blick auf die ehemalige Pfarrkirche freier ist.

### Sanierungen im 21. Jahrhundert

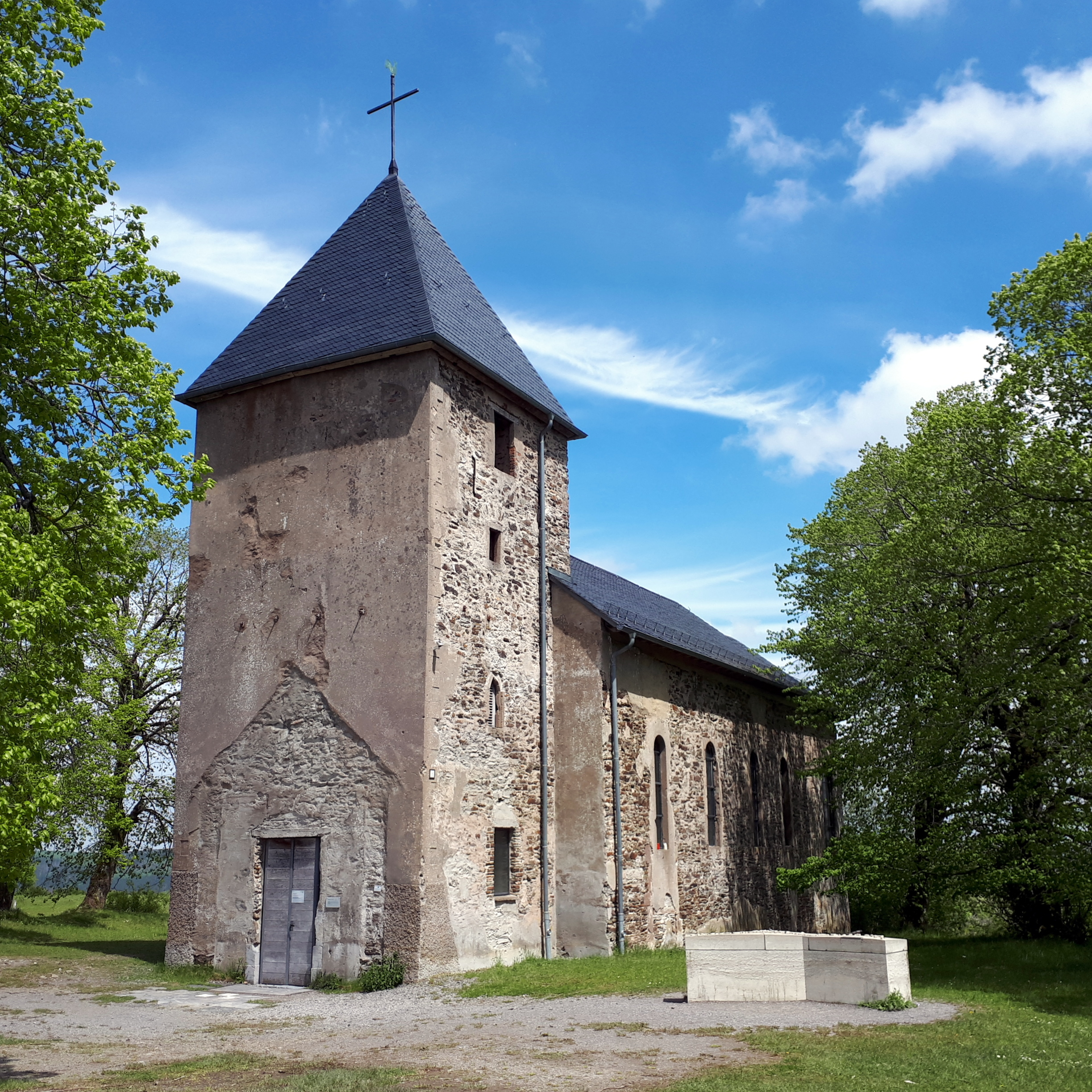
Kirche im Mai 2021

Die belgische Armee gab den Truppenübungsplatz zum 1. Januar 2006 auf.
Am 16. März 2006 wurde als zeitgenössische Alternative zum Traditionsverein Wollseifen der Förderverein Wollseifen e. V. gegründet, der Restaurierungsmaßnahmen durchführte und das Gelände zur Besinnungs- und Gedenkstätte ausbaute. Am 20. August 2006 fand in der Kirchenruine der erste Gottesdienst nach 60 Jahren statt; einen solchen gibt es seither alljährlich an dem auf den Namenstag des Heiligen Rochus (16. August) folgenden Sonntag (Patronatsfest).
Die Kapelle am Ortsrand wurde 2007 von Ehrenamtlichen saniert und wieder eingesegnet. Neben ihr wurde der Steintrog des Wollseifener Brunnens, der in Herhahn aufbewahrt worden war, an eine Stelle nahe seinem ursprünglichen Platz zurückverbracht.
Das Kirchenschiff erhielt 2008 einen neuen Dachstuhl, der wie der Kirchturm mit Schiefer gedeckt wurde. 2009/10 wurden weitere Restaurierungsarbeiten an der Kirche abgeschlossen; das Mauerwerk wurde trockengelegt, Fenster und Türen wurden eingesetzt und im Inneren ein Auferstehungskreuz und drei kleine Kirchenbänke aufgestellt.
Die Ruine der Schule (Erdgeschoss) wurde gesichert. Seit März 2011 benennen neue Straßenschilder im Eifel-Dialekt die einstigen Dorfgassen. Historische Fotografien an der Kirche, an der Schule und an der Infotafel im Ortszentrum dokumentieren das Dorfleben der Vorkriegszeit.
Im November 2014 begann die Restaurierung der Volksschule Wollseifen, in der derzeit (Stand 2021) eine kleine Ausstellung über Wollseifen untergebracht ist.

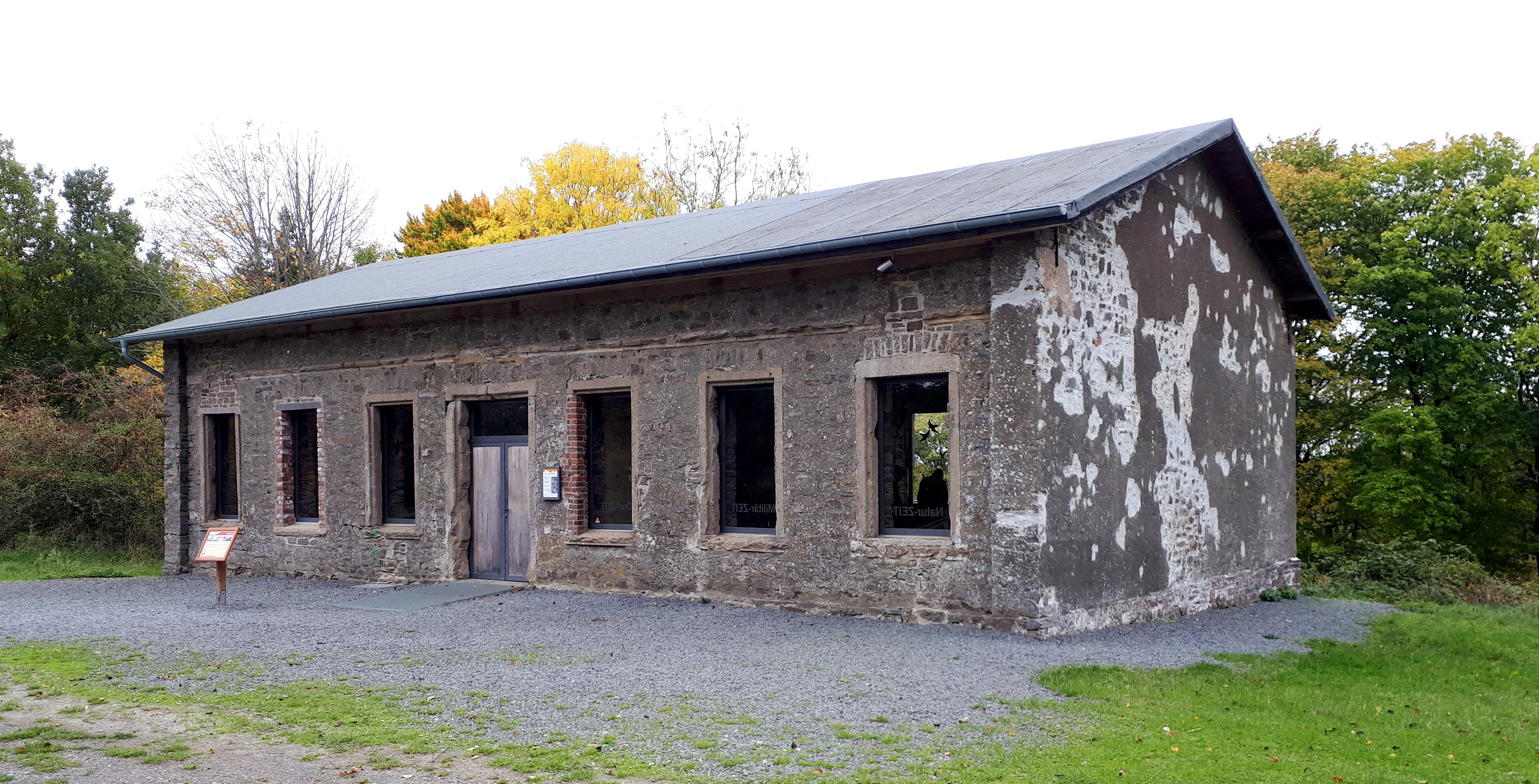
Ruine der ehemals zweigeschossigen Volksschule 2021, jetzt Ausstellungsraum

Kirche und Kapelle wurden nach ihrer Sanierung immer wieder Opfer von Vandalismus. So wurden Kirchenfenster, obwohl aus Drahtglas gefertigt, zerstört, eine in der Kirche aufgestellte Statue gestohlen und auch Ersatzstatuen wiederholt entwendet; die Marienstatue in der sanierten Kapelle war Ziel von Schießübungen.

## Nationalpark
Seit Aufgabe des Truppenübungsplatzes gehört das Gebiet einschließlich der verbliebenen Gebäude von Wollseifen dem Nationalparkforstamt Eifel (Landesbetrieb Wald und Holz NRW).
Wollseifen ist auf von der Nationalparkverwaltung eingerichteten Wanderrouten wieder zugänglich. Es liegt im Kreuzungspunkt von vier markierten Wanderstrecken, nämlich
1. von Osten (Infocenter Vogelsang) durch den Wald entlang des Neffgesbachtals – ca. 3 km,
2. von Westen (Einruhr) – ca. 5 km,
3. von Süden (Herhahn) über die Dreiborner Hochfläche – ca. 4 km – sowie
4. von Norden, ausgehend von der Urftsperrmauer – ebenfalls knapp 4 km.

Besonders beliebt bei Wanderern ist die letztgenannte Route zur Zeit der Ginsterblüte auf der Dreiborner Hochfläche mit ihren weiten Ausblicken auf Burg Vogelsang, Urftsee und Kermeter. Durch die Uferrandwege entlang des Obersees sowie die Schifffahrt auf beiden Armen dieses Sees sind die Routen 2 und 4 auch als Rundwanderung kombinierbar. Nächstgelegener Parkplatz (mit Bushaltestelle und Verbindungen nach Einruhr bzw. Gemünd) ist der Parkplatz Walberhof an der B266 (1,5 km).
Das ehemalige Dorf Wollseifen im Nationalpark Eifel ist heute ein Ort der Stille und Besinnung.